# Ahmadabad-e Mosaddegh
Ahmadabad (pers. احمداباد) – wieś w północnym Iranie, w ostanie Alborz. W 2006 roku miejscowość liczyła 1401 osób w 358 rodzinach.